# Hiroki Maeda (Fußballspieler, 1994)
Hiroki Maeda (japanisch 前田 央樹 Maeda Hiroki; * 9. April 1994 in der Präfektur Fukuoka) ist ein japanischer Fußballspieler.

## Karriere
Maeda erlernte das Fußballspielen in der Jugendmannschaft von Avispa Fukuoka und der Universitätsmannschaft der Hannan-Universität. Seinen ersten Vertrag unterschrieb er 2017 bei FC Ryūkyū. Der Verein spielte in der dritthöchsten Liga des Landes, der J3 League. Für den Verein absolvierte er 26 Ligaspiele. 2018 wechselte er für eine Saison zum Ligakonkurrenten Giravanz Kitakyushu nach Kitakyūshū. FürGiravanz absolvierte er 23 Ligaspiele. 2019 unterschrieb er in Yufu einen Vertrag beim Viertligisten Verspah Ōita. Für den Verein aus Yufu bestritt er 90 Ligaspiele. Hierbei erzielte er 33 Tore. Zu Beginn der Saison 2023 unterschrieb er einen Vertrag beim ebenfalls in der vierten Liga spielenden FC Maruyasu Okazaki.